# (329) Svea
(329) Svea ist ein Asteroid des inneren Hauptgürtels, der am 21. März 1892 vom deutschen Astronomen Max Wolf an seiner Privatsternwarte in Heidelberg entdeckt wurde.
Dieser Name ist eine Anspielung auf Schweden (schwedisch Sverige). Der Entdecker hatte 1889 in Schweden Studien durchgeführt.

## Wissenschaftliche Auswertung
Aus Ergebnissen der IRAS Minor Planet Survey (IMPS) wurden 1992 Angaben zu Durchmesser und Albedo für zahlreiche Asteroiden abgeleitet, darunter auch (329) Svea, für die damals Werte von 77,8 km bzw. 0,04 erhalten wurden. Mit dem Satelliten Midcourse Space Experiment (MSX) wurden 1996 bis 1997 im Rahmen der Infrared Minor Planet Survey (MIMPS) Daten gewonnen, aus denen für den Asteroiden Werte für den mittleren Durchmesser und die Albedo von 69,8 km bzw. 0,05 bestimmt wurden. Eine Auswertung von Beobachtungen durch das Projekt NEOWISE im nahen Infrarot führte 2011 zu vorläufigen Werten für den Durchmesser und die Albedo im sichtbaren Bereich von 69,2 km bzw. 0,04. Nachdem die Werte nach neuen Messungen mit NEOWISE 2012 auf 81,1 km bzw. 0,04 geändert worden waren, wurden sie 2014 auf 74,1 km bzw. 0,04 korrigiert. Nach der Reaktivierung von NEOWISE im Jahr 2013 und Registrierung neuer Daten wurden die Werte 2015 zunächst mit 72,5 oder 74,2 km bzw. 0,04 angegeben und dann 2016 korrigiert zu 64,9 km bzw. 0,06, diese Angaben beinhalten aber alle hohe Unsicherheiten. Eine Untersuchung von 2020 bestimmte aus drei Sternbedeckungen durch (329) Svea einen Durchmesser von 73,3 ± 2,5 km.
Eine spektroskopische Untersuchung von 820 Asteroiden zwischen November 1996 und September 2001 am La-Silla-Observatorium in Chile ergab für (329) Svea eine taxonomische Klassifizierung als C-Typ. Spektroskopische Beobachtungen an der Infrared Telescope Facility (IRTF) auf Hawaiʻi am 25. Mai 2009 zeigten ein rötliches und dunkles Spektrum, das keine mineralogisch erkennbaren Absorptionsmerkmale aufweist. Dies deutet darauf hin, dass (329) Sveas Oberfläche wahrscheinlich aus einer organischen Zusammensetzung besteht, die kohligen Chondriten ähnelt.
Eine Forschergruppe an der University of Arizona und am Planetary Science Institute in Tucson führte in den 1980er Jahren ein Programm zur „Photometrischen Geodäsie“ einer Anzahl von schnell rotierenden Asteroiden des Hauptgürtels durch, darunter auch (329) Svea. Die bei einer Beobachtung am Kitt-Peak-Nationalobservatorium in Arizona vom 13. bis 16. Juni 1986 registrierte Lichtkurve ließ Interpretationen hinsichtlich der Rotationsperiode von 15 oder 22 Stunden zu. Neue photometrische Messungen am 5. und 6. Januar 2005 am gleichen Ort konnten wegen ihrer zeitlichen Kürze nicht weiter ausgewertet werden und Beobachtungen des Asteroiden vom 14. März bis 15. April 2005 während vier Nächten am Carbuncle Hill Observatory in Rhode Island schienen zunächst die kürzere dieser Möglichkeiten mit einer abgeleiteten Rotationsperiode von 15,201 h zu unterstützen.
Weitere Beobachtungen vom 8. März bis 8. Mai 2005 am Menke Observatory in Maryland während 12 Nächten lieferten jedoch Daten, aus denen sich eine deutlich längere Rotationsperiode von 22,6 h ableiten ließ. Auch Messungen vom 8. Mai bis 12. Juni 2012 am Deep Sky West Observatory in New Mexico ergaben in der Auswertung eine Periode von 22,777 h, ebenso wurden aus einer Zusammenarbeit des Organ Mesa Observatory in New Mexico und des Observatoriums Borówiec in Polen im Zeitraum vom 27. Februar bis 16. Mai 2013 umfangreiche Daten erhalten, aus denen sich für (329) Svea eine ähnliche Rotationsperiode von 22,778 h bestimmen ließ.
Unter Einbeziehung der archivierten Beobachtungen von (329) Svea ab 1986 und zusätzlichen neuen Beobachtungen von 2006 bis 2016 an verschiedenen Observatorien wurde in einer Untersuchung von 2018 sowohl mit der Methode der konvexen Inversion ein konvexes als auch mit dem Algorithmus Shaping Asteroids with Genetic Evolution (SAGE) ein nicht-konvexes dreidimensionales Modell der Gestalt des Asteroiden erstellt. Das nicht-konvexe Modell zeigt dabei eine tiefe Konkavität in der Nähe des Nordpols und zwei flachere Konkavitäten am Äquator des Asteroiden. Für beide Modelle konnten zunächst zwei alternative Positionen der Rotationsachse mit prograder Rotation und einer Periode von 22,7671 h definiert werden, von denen jedoch jeweils eine Alternative durch Vergleich mit den Beobachtungsergebnissen von zwei Sternbedeckungen durch den Asteroiden am 28. Dezember 2011 und 7. März 2013 ausgeschlossen werden konnte. Auch die wesentlichen topografischen Merkmale des SAGE-Modell ließen sich durch diese Beobachtungen gut bestätigen. Die Modelle konnten zu mittleren Durchmessern von 74 ± 5 bzw. 72 ± 3 km skaliert werden, auch eine thermophysikalische Modellierung führte zu einem äquivalenten Durchmesser von 78 ± 4 km sowie einer Albedo von 0,06.
Weitere photometrische Messungen erfolgten im Rahmen einer Zusammenarbeit der Grupo de Observadores de Rotaciones de Asteroides (GORA). Vom 28. Mai bis 20. Juni 2021 wurde nach Beobachtungen an fünf Observatorien in Argentinien und drei in Spanien eine Rotationsperiode von 22,75 h bestimmt.
Zwischen 2012 und 2018 wurden mit der All-Sky Automated Survey for Supernovae (ASAS-SN) auch photometrische Daten von 20.000 Asteroiden aufgezeichnet. Auf mehr als 5000 davon konnte erfolgreich die Methode der konvexen Inversion angewendet werden, darunter auch (329) Svea, für die in einer Untersuchung von 2021 ein verbessertes dreidimensionales Gestaltmodell für eine Rotationsachse mit prograder Rotation und einer Periode von 22,7667 h berechnet wurde.
Aus terrestrischen Beobachtungsdaten vom Juli bis November 2014 in Verbindung mit weiteren Daten der Raumsonde Gaia vom Oktober 2014 bis Februar 2015 wurde in einer Untersuchung von 2022 für (329) Svea eine Rotationsperiode von 22,7646 h bestimmt. Aus archivierten Daten des Asteroid Terrestrial-impact Last Alert System (ATLAS) aus dem Zeitraum 2015 bis 2018 konnte in einer Untersuchung von 2022 mit der Methode der konvexen Inversion eine Rotationsperiode von 22,767 h bestimmt werden.